# Aphrophora rubra
Aphrophora rubra är en insektsart som beskrevs av Capanni 1894. Aphrophora rubra ingår i släktet Aphrophora och familjen spottstritar. Inga underarter finns listade i Catalogue of Life.